# 3,5-Динитробензойная кислота
3,5-Динитробензойная кислота С7H4N2O6 — одноосновная карбоновая кислота ароматического ряда. В основном, используется в аналитической химии.

## Физические свойства
3,5-Динитробензойная кислота — белые или желтовато-белые кристаллы без запаха, плохо растворимые в воде, бензоле, диэтиловом эфире и сероуглероде, хорошо — в этаноле и других спиртах. 3,5-Динитробензойная кислота является более сильной кислотой, нежели бензойная кислота (pKa 4,21 (бензойная кислота), pKa 2,82 (3,5-динитробензойная кислота)), из-за введения в ароматическое кольцо двух нитрогрупп (-М эффект). Чистая кислота имеет температуру плавления 204—206 °C, температуру кипения 395 °C.

## Получение
3,5-Динитробензойную кислоту получают нитрованием бензойной кислоты нитрующей смесью из дымящей азотной кислоты и концентрированной серной кислоты.
Другим способом является нитрование 3-нитробензойной кислоты с выходом 98 %